# Расмус Далін
Расмус Далін (швед. Rasmus Dahlin, нар. 13 квітня 2000, Тролльгеттан) — шведський хокеїст, захисник клубу НХЛ «Баффало Сейбрс». Гравець збірної команди Швеції.

## Ігрова кар'єра
Клубна
Хокейну кар'єру розпочав 2014 року виступами за команду третього  Дивізіону «Лідчепінг».
У сезоні 2016–17 дебютує в основному складі «Вестра Фрелунда». 12 листопада відзначається першим голом у матчі проти «Карлскруни».
22 червня 2018 року був обраний на драфті НХЛ під 1-м загальним номером командою «Баффало Сейбрс». Скаутське бюро визнало його як талановитого гравця рівня Еріка Карлссона або Віктора Гедмана. Він став другим шведським гравцем на першому місці драфту після Матса Сундіна в 1989. 9 липня Расмус уклав трирічний контракт з «Сейбрс». 4 жовтня швед дебютує в НХЛ у програному матчі 0–4 проти «Бостон Брюїнс». 13 жовтня вперше відзначається голом у переможному матчі 3–0 проти «Аризона Койотс». 9 лютого 2019 року, після перемоги над «Детройт Ред Вінгз», Далін став п'ятим захисником в історії НХЛ, набравши 30 очок у віці до 19 років. Після завершення сезону був номінований на Пам'ятний трофей Колдера.
Збірна
Був гравцем молодіжної збірної Швеції, у складі якої брав участь у 19 іграх та здобув срібні нагороди на чемпіонаті світу 2018 року.
У національній збірній дебютував на зимовій Олімпіаді 2018 року, ставши наймолодшим гравцем з 1984 року.

## Нагороди та досягнення
- Володар Ліги чемпіонів у складі «Вестра Фрелунда» — 2017.
- Найкращий захисник молодіжного чемпіонату світу — 2018.
- Найкращий молодий гравець місяця — листопад 2018.

## Статистика

### Клубні виступи
| 2014–15      | «Лідчепінг»       | Дивізіон 3   | 10  | 1  | 5  | 6  | 0  | —  | — | — | — | — |
| 2015–16      | «Вестра Фрелунда» | J20          | 1   | 0  | 0  | 0  | 0  | —  | — | — | — | — |
| 2016–17      | «Фрелунда»        | J20          | 24  | 9  | 13 | 22 | 74 | 1  | 0 | 0 | 0 | 0 |
| 2016–17      | «Фрелунда»        | ШХЛ          | 26  | 1  | 2  | 3  | 6  | 14 | 3 | 2 | 5 | 2 |
| 2017–18      | «Фрелунда»        | J20          | 1   | 1  | 1  | 2  | 0  | —  | — | — | — | — |
| 2017–18      | «Фрелунда»        | ШХЛ          | 41  | 7  | 13 | 20 | 20 | 6  | 1 | 2 | 3 | 2 |
| 2018–19      | «Баффало Сейбрс»  | НХЛ          | 82  | 9  | 35 | 44 | 34 | —  | — | — | — | — |
| 2019–20      | «Баффало Сейбрс»  | НХЛ          | 59  | 4  | 36 | 40 | 38 | —  | — | — | — | — |
| Усього в ШХЛ | Усього в ШХЛ      | Усього в ШХЛ | 67  | 8  | 15 | 23 | 26 | 20 | 4 | 4 | 8 | 4 |
| Усього в НХЛ | Усього в НХЛ      | Усього в НХЛ | 141 | 13 | 71 | 84 | 72 | —  | — | — | — | — |

### Збірна
| Рік                | Команда            | Турнір             | Місце              | І  | Г | П | О  | ШХ |
| ------------------ | ------------------ | ------------------ | ------------------ | -- | - | - | -- | -- |
| 2016               | Швеція             | МІГ18              | 4-е                | 5  | 1 | 1 | 2  | 2  |
| 2017               | Швеція             | МЧС                | 4-е                | 7  | 1 | 1 | 2  | 4  |
| 2018               | Швеція             | МЧС                | 2                  | 7  | 0 | 6 | 6  | 6  |
| 2018               | Швеція             | ОІ                 | 5-е                | 2  | 0 | 1 | 1  | 0  |
| Молодіжна збірна   | Молодіжна збірна   | Молодіжна збірна   | Молодіжна збірна   | 19 | 2 | 8 | 10 | 12 |
| Національна збірна | Національна збірна | Національна збірна | Національна збірна | 2  | 0 | 1 | 1  | 0  |